# Alen Simonian
Alen Simonian (arménien : Ալեն Սիմոնյան ; né le 5 janvier 1980) est un homme politique arménien, président de l'Assemblée nationale depuis le 2 août 2021, et à ce titre, président de la République par intérim entre le 1er février et le 13 mars 2022.

## Biographie
Alen Simonian est diplômé de la faculté de droit de l'université d'État d'Erevan et diplômé d'un master de sciences politiques à l'Académie nationale des sciences de la république d'Arménie. Après l'obtention de son diplôme de droit, il sert deux ans au sein des Forces armées arméniennes.
Entre 2006 et 2018, Alen Simonian exerce diverses activités journalistiques. Il travaille à la Radio FM et coopère avec plusieurs médias en tant que producteur et réalisateur dans la production de clips politiques et électoraux, notamment avec TV5 TV Company, Yerkir Media TV Company, Armenia TV Company. Il est aussi rédacteur en chef de deux journaux.
Le 30 octobre 2015, il est élu au sein du conseil du parti Contrat civil et en devient porte-parole, il est réélu en 2016. En 2017, il est élu membre du conseil municipal d'Erevan avec l'alliance Yelk.
En 2018, il est élu député de l'Assemblée nationale avec l'alliance Yelk. Le 15 janvier 2019, il est élu vice-président de l'Assemblée nationale, aux côtés de Léna Nazaryan et Vahe Enfiajyan.
Le 2 août 2021, jour de l'installation de la huitième législature, il est élu président de l'Assemblée nationale.
Le 23 janvier 2022, le président de la République Armen Sarkissian annonce sa démission qui devient effective une semaine plus tard. Conformément à la loi arménienne, celle ci devient effective une semaine après son annonce, le président ne l'ayant pas retirée dans cet intervalle,. Le 1er février, Alen Simonian signe l'acte constatant la vacance des fonctions de président de la République dont il assure l'intérim en vertu de la Constitution,,. Une élection présidentielle anticipée est organisée le 3 mars suivant et Vahagn Khatchatrian est élu pour succéder à Sarkissian. L'intérim prend fin le 13 mars avec l'entrée en fonction de Khatchatrian.